# Symphonie no 28 de Mozart
Pour les articles homonymes, voir Symphonie no 28.
La Symphonie no 28 en do majeur, KV 200/189k, est une symphonie composée par Wolfgang Amadeus Mozart en novembre 1773 à Salzbourg.
Sa numérotation est probablement erronée ; en fait, cette symphonie est contemporaine des symphonies nos 21 et 22, antérieures à 1773, alors que le compositeur n'avait que seize ans.
Méconnue, méprisée par les musicologuess comme toutes les autres symphonies dites « salzbourgeoises » du fait de son caractère galant que l'on pourrait qualifier de « transparent », la Symphonie no 28 est en réalité une œuvre très précoce, à l'instar des symphonies nos 25 et 29.

## Instrumentation
| Instrumentation de la symphonie no 28                                  |
| Cordes                                                                 |
| Premiers violons, seconds violons, altos, violoncelles et contrebasses |
| Bois                                                                   |
| 2 hautbois                                                             |
| Cuivres                                                                |
| 2 cors en do, 2 trompettes en do                                       |

## Structure
La symphonie comprend quatre mouvements :
1. Allegro con spirito, à 
, en do majeur, 173 mesures, deux sections répétées deux fois (mesures 1 à 67, mesures 68 à 165)
2. Andante, à 
, en fa majeur, 91 mesures, deux sections répétées deux fois (mesures 1 à 36, mesures 37 à 85), les cordes jouent en sourdine
3. Menuet et Trio, à 
, en do majeur (Trio en fa majeur), 42 + 20 mesures
4. Presto, à , en do majeur, 190 mesures, deux sections répétées deux fois (mesures 1 à 70, mesures 71 à 171)

Durée : environ 26 minutes

Le premier mouvement étonne surtout par le caractère martial de son rigoureux motif d'introduction.
Mais les thèmes qui sont ensuite développés dans cette œuvre en ut caractéristique de sa tonalité sont très marqués par la recherche de l'harmonie et de la grâce, apaisant ainsi les arpèges « militaires » qui forment la trame de l'Allegro.
L'originalité du premier mouvement qui échappe un peu au « style galant », ne se retrouve que dans le finale où les airs de fanfare reprennent toute leur vigueur, comme une prémonition très lointaine à la Symphonie no 41, KV. 551, dite « Jupiter ».

Introduction de l'Allegro con spirito :
La lecture audio n'est pas prise en charge dans votre navigateur. Vous pouvez télécharger le fichier audio.
Introduction de l'Andante :
La lecture audio n'est pas prise en charge dans votre navigateur. Vous pouvez télécharger le fichier audio.
Première reprise du Menuet
La lecture audio n'est pas prise en charge dans votre navigateur. Vous pouvez télécharger le fichier audio.
Première reprise du Trio
La lecture audio n'est pas prise en charge dans votre navigateur. Vous pouvez télécharger le fichier audio.
Introduction du Presto :
La lecture audio n'est pas prise en charge dans votre navigateur. Vous pouvez télécharger le fichier audio.